# Футбол в Бурунди

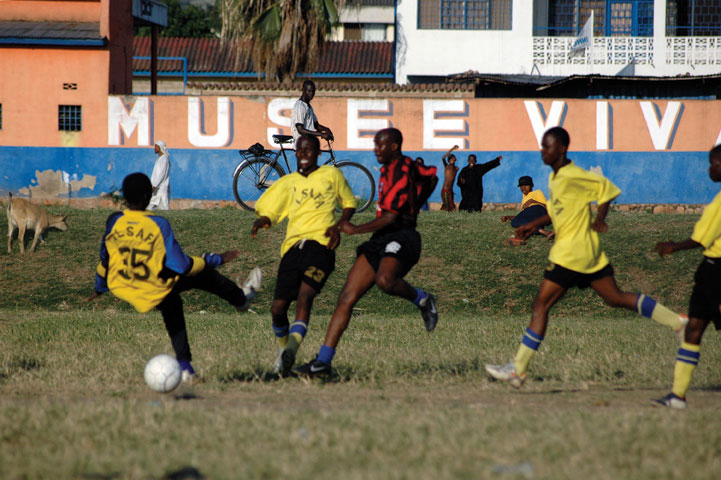
Футбольный матч в Бурунди

Футбол в Бурунди — один из самых массовых и популярных видов спорта.

## История развития
Федерация футбола Бурунди основана в 1948 году. Членство в ФИФА получила в 1972 году. В настоящий момент развитие футбольной инфраструктуры и повышение класса уровня игры внутри государства затруднено в связи с гражданской войной, идущей в Бурунди. Но, несмотря на это, национальная сборная этой страны делит с Бангладеш 141 место в рейтинге сборных ФИФА(октябрь 2011).
Значимым успехом на международной арене можно назвать выступление команды этой страны на Молодёжном чемпионате мира 1995 года проходившего в Катаре, в рамках этого турнира сборная Бурунди провела 3 матча, из которых 2 проиграла (сборным Испании и Японии) и 1 сыграла вничью (со сборной Чили).